# Farkas Károly (költő)
Losonczi Farkas Károly (Losonc, ? – Losonc, 1810. február 24.) költő, író, földbirtokos.
Debrecenben élt. Főleg erkölcsnemesítő műveket írt és fordított. Utóbbiakat magyar környezetbe helyezte. Jókai forrásként is használta munkáit.

## Művei
- Mulatságok. Buda, 1805. (Eredeti költemények és külföldi költőkből és prózaírókból fordítások: Ossian, Denis, Lafontaine, Gray Tamás és Schiller után és A csalfa özvegy, enyelgés 1 felv. Kotzebue után.)
- Rövid útmutatás a szépnem nevelésére. Franciából fordította. Pest, 1806. (Ism. Allg. Liter.-Zeitung 1807. Intelligenzblatt 32. sz.)